# Cartorhynchites struvei
Cartorhynchites struvei is een keversoort uit de familie Rhynchitidae. De wetenschappelijke naam van de soort is voor het eerst geldig gepubliceerd in 1992 door Zherichin.